# Cnemaspis retigalensis
Cnemaspis retigalensis là một loài thằn lằn trong họ Gekkonidae. Loài này được Mendis Wickramasinghe & Munindradasa mô tả khoa học đầu tiên năm 2007.